# Musée lorrain des cheminots
Le Musée lorrain des cheminots se trouve dans la commune de Rettel en Moselle, installé dans une ancienne maison lorraine du 15e ou du 16e siècle.
Sur plus de 220 m2 il présente les différents métiers des chemins de fer, avec surtout les particularités historiques de l'Alsace-Lorraine.

## Historique
Crée le 22 février 1997, sous le numéro 38/97 du registre des associations au Tribunal de Thionville.
Il rassemble toutes les personnes amatrices par l'histoire du chemin de fer, par les métiers ferroviaires, le modélisme ferroviaire. Dès le début, tout  le monde peut y adhérer hommes, femmes et enfants.
Ce musée est entièrement géré par des bénévoles, ainsi que les conditions d'accueil et des visites.

## Fréquentation
Le Musée voit passer environ 400 personnes par an, dont des scolaires, chiffre en constante augmentation.

## Financement
L'association du Musée Lorrain des Cheminots trouve ses finances dans la cotisation de ses membres (une des moins chères dans le milieu), le droit d'entrée /dons des visiteurs, la subvention annuelle de la Commune de Rettel, de temps à autre du Conseil départemental de la Moselle. La Société nationale des chemins de fer français (SNCF) ne finance ni l'association, ni ses membres.

## Présentation
Le musée possède plus de 2000 pièces de collection en présentation au public, et autant en attente de restauration. 10 mannequins habillés avec des tenues différentes depuis l'ancienne Compagnie des chemins de fer de l'Est jusqu'à la SNCF des années 2000...
À l'intérieur, on découvre le service d'entretien de la voie, avec les différentes explications sur les nombreuses tâches qui incombent pour pouvoir faire rouler les trains depuis l'origine des chemins de fer jusqu'à nos jours..
Ensuite, le visiteur pénètre dans une reconstitution d'une lampisterie, avec l'outillage, lampes à huile de colza, pétrole, carbure de calcium et bien entendu électriques.
En continuant la visite, nous trouvons le Service électrique, avec son appareillage, un lignard sur son poteau téléphonique, un signal lumineux pour comprendre le fonctionnement du Block Automatique Lumineux, le service des caténaires avec de l'outillage d'origine de l'électrification des lignes du Nord-Est de la France, et une table de régulation des trains.
Une reconstitution d'un poste d'aiguillage des Chemins de Fer d'Alsace-Lorraine (1871-1918) et les jeux de Block Lartigue Uniformisé. Dans la cour 3 signaux électro-mécaniques entièrement fonctionnels depuis le poste. Le visiteur aura tout le loisir de pouvoir utiliser ces installations (Unique en France).
À l'étage, nous trouvons un réseau de trains miniatures, des plaques émaillées, un guichet de gare du 19e siècle, une présentation des différentes casquettes, dont celle de la première et deuxième annexions de l'Alsace-Lorraine, des cartes ferroviaires...
Également, le visiteur pourra s'essayer à la conduite d'un train de voyageur, à l'aide d'un simulateur de conduite réalisé à partir d'un véritable pupitre de conduite de locomotive de type BB 16500.
Il découvrira également un deuxième pupitre de conduite de CC 14100, et les particularités régionales à la conduite.
De même, une présentation sur les Ateliers de Basse-Yutz et le travail des apprentis et aussi sur la formation des jeunes filles à l'école ménagère a été réalisée. (Nouveauté 2017)

## Expositions temporaires
Il arrive que l'association du musée organise une exposition à thème.
- 2013, sur la Résistance des Cheminots en 1939-1945
- 2015, 60 ans d'électrification du Nord-Est de la France
- 2018, 140 ans de la ligne de Thionville à Apach (expo à confirmer)

## Archives
Le musée possède un certain nombre d'archives (photos, documents, revues) que ce soit des Chemins de Fer de l'Est, de l'Alsace-Lorraine ou SNCF, qui représente environ plus de 80 mètres linéaires.
Un long travail de catalogage a débuté en 2016, toujours en cours...

## Devoir de mémoire
Le musée ne se consacre pas uniquement à la préservation d'un patrimoine matériel, mais aussi celui de la mémoire des hommes. En 2017, le musée a apposé en façade, une plaque commémorative aux cheminots victime des guerres. Et va essayer de financer un drapeau tricolore pour participer aux différentes cérémonies.